# 나는 살아야 한다 (1974년 영화)
"나는 살아야 한다"는 한국에서 제작된 윤정수 감독의 1974년 영화이다. 태현실 등이 주연으로 출연하였고 김인동 등이 제작에 참여하였다.

## 출연

### 주연
- 태현실
- 박지훈
- 이승현